# Antillophos verbinneni
Antillophos verbinneni is een soort in de klasse van de Gastropoda (Slakken).
Het dier komt uit het geslacht Antillophos en behoort tot de familie Buccinidae. Antillophos verbinneni werd in 2009 beschreven door Fraussen.